# Ma première fois
Ne doit pas être confondu avec Toute première fois ou Mes premières fois.
Pour plus de détails, voir Fiche technique et Distribution.
Ma première fois est un film français réalisé par Marie-Castille Mention-Schaar, sorti en 2012.
Le film est un remake du film italien Tre metri sopra il cielo, qui est lui-même l'adaptation du roman Trois mètres au-dessus du ciel.

## Synopsis
Zach, sombre et indépendant, collectionne les conquêtes amoureuses et les échecs scolaires. Sarah, très bonne élève et sensible, comble ses manques affectifs grâce à une maitrise parfaite de sa vie. Peu de signes l'indiquaient mais ils vont vivre une grande histoire d'amour.

## Fiche technique
- Réalisation et scénario : Marie-Castille Mention-Schaar
- Photographie : Myriam Vinocour
- Musique : Erwann Kermorvant
- Montage : Hugues Darmois
- Durée : 95 min
- Pays :  France
- Date de sortie  France : 18 janvier 2012

## Distribution
- Esther Comar : Sarah Paulson
- Martin Cannavo : Zachary Scar
- Vincent Perez : Richard
- Judith El Zein : Jacqueline
- Lilly-Fleur Pointeaux : Pauline, la meilleure amie de Sarah
- Lolita Chammah : Juliette
- Anne Loiret : Marie-Paule, la mère de Zach
- Xavier Maly : Jean, le père de Zach
- Philippe Ogouz : Fat, le directeur
- Jérôme Daran : le prof de géo
- Yvette Petit : Mamé
- Nicolas Guillot : le prof de philo
- Anna Cottis : la prof d'anglais
- Vladimir Consigny : Arno
- Valérie Stroh : la mère de Pauline
- Hugo Becker : Antoine
- Frédéric Noaille : Éric Mortureux
- Chow Chun Lee  : Rose
- Joëlle Baland : la mono d'équitation
- Katya Gaydukova et Chloé Ubaldi : les copines de Zach
- Leïna Monrose et Odimey Ouamba Awola : les filles de Zachary

## Bande originale
- Steady As She Goes - The Raconteurs
- End & Start Again - Syd Matters
- Méditation de Thaïs - Jules Massenet, interprété au violon par Anne Sophie Mutter
- I Don't Think You Know - John West
- Mad About You - Hooverphonic
- Hear Me Out - Frou Frou
- Crash into me - Dave Matthews Band
- Underwater Love - Jérome Isma-Ae
- I love you - Sarah McLachlan
- Feels Like Living - Hothouse Flowers
- Shelter for My Soul - Bernard Fanning
- Homeless - Maria Mena

## Tournage
Lieu de tournage
- Château de Ferrières